# Chet Lives!
Chet Lives! è il primo album in lingua inglese del cantautore italiano Joe Barbieri, realizzato in collaborazione con il trombettista Luca Aquino ed il pianista Antonio Fresa.
Dedicato alla memoria del musicista e cantante statunitense Chet Baker - di cui celebra il venticinquennale della scomparsa, avvenuta ad Amsterdam il 13 maggio 1988 - il disco viene pubblicato in digitale in Italia proprio il 13 maggio e il giorno successivo su cd e lp. Il 22 maggio viene distribuito in Giappone (su etichetta Yamaha) e nel resto d'Europa (per la casa discografica Le Chant du Monde / Harmonia Mundi). La pubblicazione in Nord America è invece fissata per il 9 luglio.
Alle registrazioni prendono parte la cantante statunitense Stacey Kent, il cantautore brasiliano Marcio Faraco e due jazzisti italiani che hanno collaborato con Baker: Furio Di Castri e Nicola Stilo.

L'album contiene un unico brano originale (la title track Chet Lives) a firma dello stesso Barbieri.

## Tracce
Le tracce che compongono l'album sono le seguenti:
1. Time After Time - 4:06 (Cahn/Styne)
2. But not for Me - 5:16 (Gershwin/Gershwin) con Marcio Faraco e Nicola Stilo
3. Chet Lives - 2:44 (Barbieri)
4. I Fall in Love Too Easily - 3:33 (Cahn/Styne) con Stacey Kent
5. Look for the Silver Lining - 3:48 (Desylva/Kern)
6. Arrivederci - 5:09 (Bindi/Calabrese) con Furio Di Castri
7. Almost Blue - 3:46 (Costello) con Nicola Stilo
8. Everytime We Say Goodbye - 3:56 (Porter)
9. Estate - 3:20 (Martino/Brighetti)

## Curiosità
- Alcune versioni dell'album contengono la ghost track So che ti perderò.
- L'edizione giapponese del disco contiene, come registrazione supplementare, il brano My Funny Valentine.
- Le illustrazioni dell'album sono opere originali dell'artista italiana Francesca Ballarini.
- L'edizione europea e americana del disco si differenziano da quelle italiana e giapponese per una grafica della copertina differente.